# Černýšovice
Černýšovice (en allemand : Tschernischowitz, précédemment : Černeschowitz) est une commune du district de Tábor, dans la région de Bohême-du-Sud, en République tchèque. Sa population s'élevait à 83 habitants en 2020.

## Géographie
Černýšovice se trouve à 16 km au sud-ouest de Tábor, à 40 km au nord de České Budějovice et à 84 km au sud de Prague.
La commune est limitée par Dobronice u Bechyně au nord, par Malšice à l'est, par Sudoměřice u Tábora au sud et par Bechyně à l'ouest.

## Histoire
La première mention écrite du village date de 1390.